# Kim Ok-gyun
Kim Ok-gyun (hangeul : 김옥균, hanja : 金玉均, 23 février 1851 - 28 mars 1894) est un militant réformiste coréen de la fin de la période Joseon.
Il sert dans la fonction publique sous le roi Gojong et s'oppose à la politique isolationniste de la Corée de l'époque. Impressionné par la modernisation du Japon qu'il a vu de ses propres yeux lors d'un voyage, il est convaincu que seule l'adoption des idées et de la technologie occidentales en Corée permettront au pays de conserver son indépendance face à l'influence étrangère grandissante. 
En 1884, avec ses camarades du parti Gaehwa et le soutien du Japon, il lance le coup d'État de Gapsin. Ils abattent des hauts fonctionnaires, prennent le contrôle du palais royal, mettent en place un nouveau gouvernement et publient un programme de réformes. Malheureusement, les troupes chinoises interviennent et rétablissent l'ordre antérieur. Les auteurs du coup d'État fuient alors à l'étranger. Kim Ok-gyun s'exile au Japon où il vit dans la peur d’être assassiné. À l'occasion d'un voyage à Shanghai en 1894 par rencontrer un haut dignitaire, il est tué par Hong Jong-u, mandaté par le roi Gojong. Son corps est démembré en huit morceaux pour être exposé dans chacune des huit provinces afin d'intimider les opposants. Il reçoit à titre posthume le titre de Chungdal.

## Biographie
Kim est issu du clan des Kim d'Andong de Kim Byung-tae et de son épouse, Dame Song, du clan Eunjin Song (en). Par son père, il est lié à Kim Sang-yong, le frère aîné du 6ème arrière-grand-père de la reine Sunwon (en), Kim Sang-gwan. Sa famille est pauvre et, à l'âge de quatre ans, elle déménage à Cheonan où son père ouvre une seodang (en) (école rurale privée) dans laquelle Kim fait sa scolarité. À l'âge de six ans, il est adopté par Kim Byung-gi, un parent éloigné qui a perdu son fils et cherche désespérément à assurer la continuité de sa lignée familiale.
Pendant quatre ans, Kim vit dans ce qui est aujourd'hui la ville de Séoul et, lorsque Kim Byung-gi est nommé gouverneur de Gangneung au printemps 1861, ils déménagent de nouveau. Lorsque Kim arrive l'âge de quinze ans, Kim Byung-gi est nommé Beopmubu Chagwan dans la fonction judiciaire et sa famille retourne à Séoul. Là, Kim apprend et rivalise avec les fils d'autres familles aristocratiques. Il montre ses talents au gayageum, en chant, en danse, en poésie, en calligraphie et en art. Sa renommée et ses talents atteignent finalement le palais impérial et la reine douairière l'invite.
À l'âge de 22 ans, Kim passe l'examen du gwageo, et est classé Jang-won Geub-jae (niveau 6) (cela prenait généralement environ dix ans pour obtenir ce statut). Pour éviter les éventuels impacts négatifs des conflits politiques internes qui pourraient en résulter sur son fils adoptif, Kim Byung-gi se retire de son exploitation.

### Activités  révolutionnaires
À l'époque, Daewongun, qui a mis en œuvre depuis dix ans une politique visant à éviter tout contact avec l'Occident, perd le pouvoir. Bien que le commerce avec les Européens ait commencé et que des politiques étrangères aient été adoptées, la situation s'aggrave et Kim est mêlé aux conflits internes au palais.

#### Dongnipdang
Kim plaide pour des politiques plus ouvertes vis-à-vis de l'Occident afin que la Corée puisse adopter les idéaux, les connaissances et la technologie occidentales, assurant ainsi son existence dans le monde en rapide modernisation du XIXe siècle. Au cours de ses années dans la fonction publique, Kim trouve beaucoup d'autres personnes qui sont d'accord avec lui, et ils forment ensemble le Dongnipdang (« Parti de l'indépendance »).
Parmi leurs différents contacts, le groupe rencontre un moine bouddhiste à Bongwonsa (en), qui leur montre un dispositif européen particulier. Il s'agit d'un projecteur qui projette différentes photographies de l'Europe occidentale, comme les rues de Londres ou un soldat portugais. Il montre également un livre japonais contenant des scènes de nations étrangères. Les militants demandent au moine de leur procurer davantage d'objets d'Europe occidentale. Celui-ci passe ensuite deux mois à faire des voyages au Japon, rapportant davantage de produits occidentaux. Ceux-ci doivent cependant être dissimulés en raison des politiques de l'époque qui interdisent les contacts avec l'étranger.

#### Premier plan
Après le conflit avec la marine impériale japonaise et la mise en œuvre du traité de Ganghwa, contre lequel il est opposé, Kim réalise que le Japon, considéré par le gouvernement coréen comme une nation barbare, s'est occidentalisé et est devenu un pays beaucoup plus puissant. Par conséquent, il souhaite se rendre là-bas pour découvrir comment les Japonais s'étaient européanisés. En novembre 1881, il reçoit l'autorisation de se rendre au Japon avec pour mission de découvrir si le pays envisage d'envahir la Corée. Après son arrivée à Tokyo, il rencontra divers hommes politiques japonais influents pendant son séjour et est parrainé par Fukuzawa Yukichi pour étudier à l'université Keiō de février à août 1882. Kim conclut que pour l'instant le Japon n'envahira pas la Corée parce que sa force militaire n'est pas comparable à celle de la Chine Qing. Il estime que, pour assurer sa survie alors que la Chine est en déclin, la Corée doit accepter l'aide du Japon pour se moderniser, et que la seule solution à la situation est d'introduire une nouvelle force politique pour anéantir le parti dominant actuel.
Pendant son séjour au Japon, il demande de l'aide et l'homme d'État japonais Inoue Kaoru lui promet 3 000 000 de wons (monnaie coréenne) si Kim obtient la permission du roi coréen Gojong pour des réformes. Malheureusement, des conflits avec un ambassadeur allemand et un changement dans la politique japonaise à l'égard de la Corée amènent Inoue à rompre sa promesse. Kim rentre chez lui en mars 1884 sans avoir atteint son objectif.

#### Second plan: le coup de Gapsin
Les militants du parti Gaehwa continuent à se réunir dans la maison de Kim et à discuter des événements en cours concernant l'Asie de l'Est et la politique internationale. Lors d'un festin offert par Kim pour les membres de la faction politique de Min Yeong-ik, plusieurs responsables du gouvernement japonais sont présents, dont Inoue et plusieurs militants du parti Gaehwa. Dans une atmosphère inconfortable, les discussions aboutissent bientôt à la guerre franco-chinoise. La faction de Min Yeong-ik soutient farouchement la Chine Qing (qui, selon eux, assurera la survie de la Corée), et le Japon soutient farouchement la France (qui, selon eux, permettra au Japon de dépasser la Corée). La réunion s'interrompt lorsque Kim et d'autres militants tentent de mettre fin aux échanges houleux du débat. De cette rencontre, Kim peut clairement prédire que le Japon tentera de profiter de la guerre franco-chinoise pour étendre son influence en Corée.
Clandestinement, il se rend à l'ambassade du Japon après la réunion. Lors d'une discussion avec Shimamura, Kim remet en question la position du Japon à l'égard du parti Gaehwa et se plaint de l'incident avec Inoue. Shimamura explique que les Japonais soutiennent toujours le mouvement et que les conflits internes et les malentendus contribuent aux mauvaises relations de Kim avec Inoue. Il ajoute que la guerre franco-chinoise est une grande opportunité pour stimuler un autre mouvement, auquel le gouvernement japonais répondra certainement.
Lors d'une réunion des militants du parti Gaehwa et de partisans japonais, Kim expose un plan pour la révolution. Il s'agit de l'assassinat de certaines personnalités politiques et de la création d'un chaos majeur le jour de Ujeongchongguk (우정총국, 郵政總局, « Bureau du service postal international »). Ils choisissent des ennemis potentiels comme boucs émissaires sur qui la faute reviendrait. L'ambassade du Japon promet fermement son soutien militaire actif à ce plan. Les jeunes Seo Jae-pil et Seo Gwang-beom soutiennent également les efforts de Kim pour renverser l'ancien régime rétrograde.
Dans la nuit du 4 décembre 1884, près du bureau de poste, un incendie se déclare. Tandis que les militants créent le chaos avec des explosifs et des coups de feu, les assassins poursuivent leurs meurtres. Du jour au lendemain, le parti Gaehwa devient le parti dominant au sein du gouvernement. Cet événement est connu sous le nom de coup d'État de Gapsin.

#### Ingérence chinoise

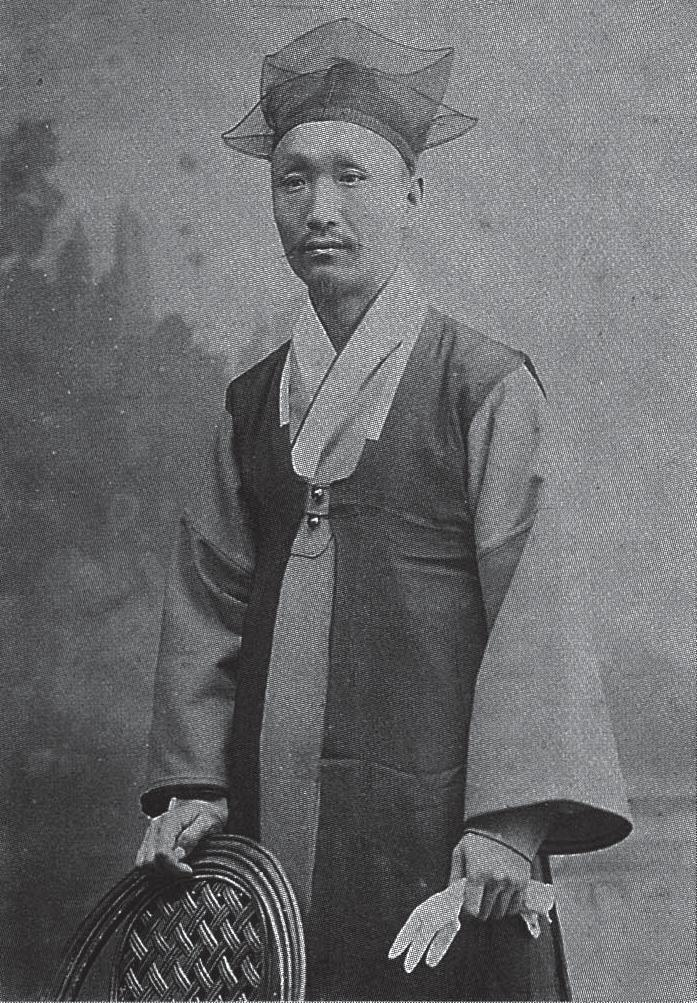
Hong Jong-u, l'assassin de Kim Ok-gyun, vers 1895.

La vérité derrière l'incident du coup d'État de Gapsin est divulguée à la reine Min (connue à titre posthume sous le nom d'imépratrice Myeongseong), et les plans des militants du parti Gaehwa menacent ses droits politiques. Par conséquent, la reine demande secrètement la présence de l'armée chinoise. Les soldats coréens et japonais combattent en infériorité numérique contre l'armée chinoise, et sont contraints de battre en retraite. Après la victoire de l'armée chinoise, les militants perdent le pouvoir au profit du Sadaedang et leurs vies sont menacées. Ils se dirigent vers le port de la ville de Chemulpo sous l'escorte de l'ambassadeur du Japon Takejo et montent à bord d'un navire japonais Sensei. Lorsqu'on demande à l'ambassadeur du Japon de remettre les militants, il cède mais le capitaine japonais Sujika le réprimande et interdit de les remettre aux autorités. Les militants fuient, la plupart vers les États-Unis, mais Kim Ok-gyun part au Japon. Parce que son nom coréen est handicapant pour la vie quotidienne au Japon, le capitaine lui donne un nouveau nom, Iwata Shusaku. Il mène une vie sous la protection du gouvernement japonais, séjournant à Tokyo, puis à Sapporo, et visitant également les îles Ogasawara.

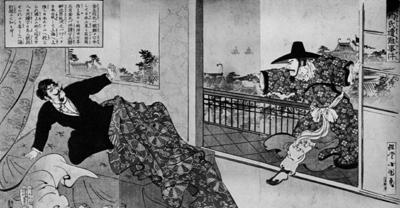
L'assassinat de Kim Ok-gyun par Hong Jong-u à Shanghai.

Après l'échec du coup d’État de Gapsin, Kim vit dans la peur d’être assassiné. Cependant, lorsqu'il est invité à rencontrer Li Hongzhang à Shanghai, il sent qu'il ne peut pas refuser. Avant de partir, il confie son journal intime à Koyama, un de ses amis japonais proches, au cas où quelque chose lui arriverait. Hong Jong-u, mandaté par le roi Gojong pour traqué et assassiné les auteurs du coup d'État de Gapsin, se rend au Japon en 1893 pour assassiner Kim Ok-gyun et Park Yeong-hyo, un autre Coréen réformateur, apprend le voyage et réussit à obtenir un billet sur le même navire. Dès le lendemain de leur arrivée, le 28 mars 1894, Hong tue Kim de quatre coups de revolver. Arrêté par la police, il est rapidement expulsé du pays et renvoyé en Corée où il est nommé à de hautes fonctions. Le corps de Kim est remis à un navire de guerre chinois. Il est démembré en huit morceaux pour être exposé dans chacune des huit provinces pour intimider les opposants. Au Japon, une protestation officielle est adressée au gouvernement chinois concernant le traitement réservé à la dépouille de Kim. Fukuzawa Yukichi dirige un service commémoratif au Japon en l'honneur de Kim et lui érige une pierre tombale au cimetière d'Aoyama de Tokyo. L'assassinat de Kim Ok-gyun est cité par les Japonais comme l'un des événements ayant conduit à la première guerre sino-japonaise.

### Après sa mort
L'assassinat de Kim Ok-gyun sert de casus belli pour la première guerre sino-japonaise. Le gouvernement japonais avait prédit son meurtre mais n'avait pu l'empêcher.

## Dans la culture populaire
- Interprété par Yoo Tae-woong en 2010 dans la série Jejungwon sur SBS.
- Interprété par Yoon Hee-seok (en) en 2014 dans la série Gunman in Joseon sur KBS.